# Diecezja Jalandharu
Diecezja Jalandhar – diecezja rzymskokatolicka w Indiach. Została utworzona w 1952 jako prefektura apostolska. W 1971 podniesiona do rangi diecezji.

## Ordynariusze
- Alban Swrarbrick, O.F.M.Cap. † (1952–1971)
- Symphorian Thomas Keeprath O.F.M.Cap. † (1971–2007)
- Anil Couto (2007–2012)
- Franco Mulakkal (2013–2023)
- Jose Sebastian Thekkumcherikunnel (2025–nadal)